# Corythucha setosa
Corythucha setosa är en insektsart som beskrevs av Champion 1897. Corythucha setosa ingår i släktet Corythucha och familjen nätskinnbaggar. Inga underarter finns listade i Catalogue of Life.